# Радянський народ

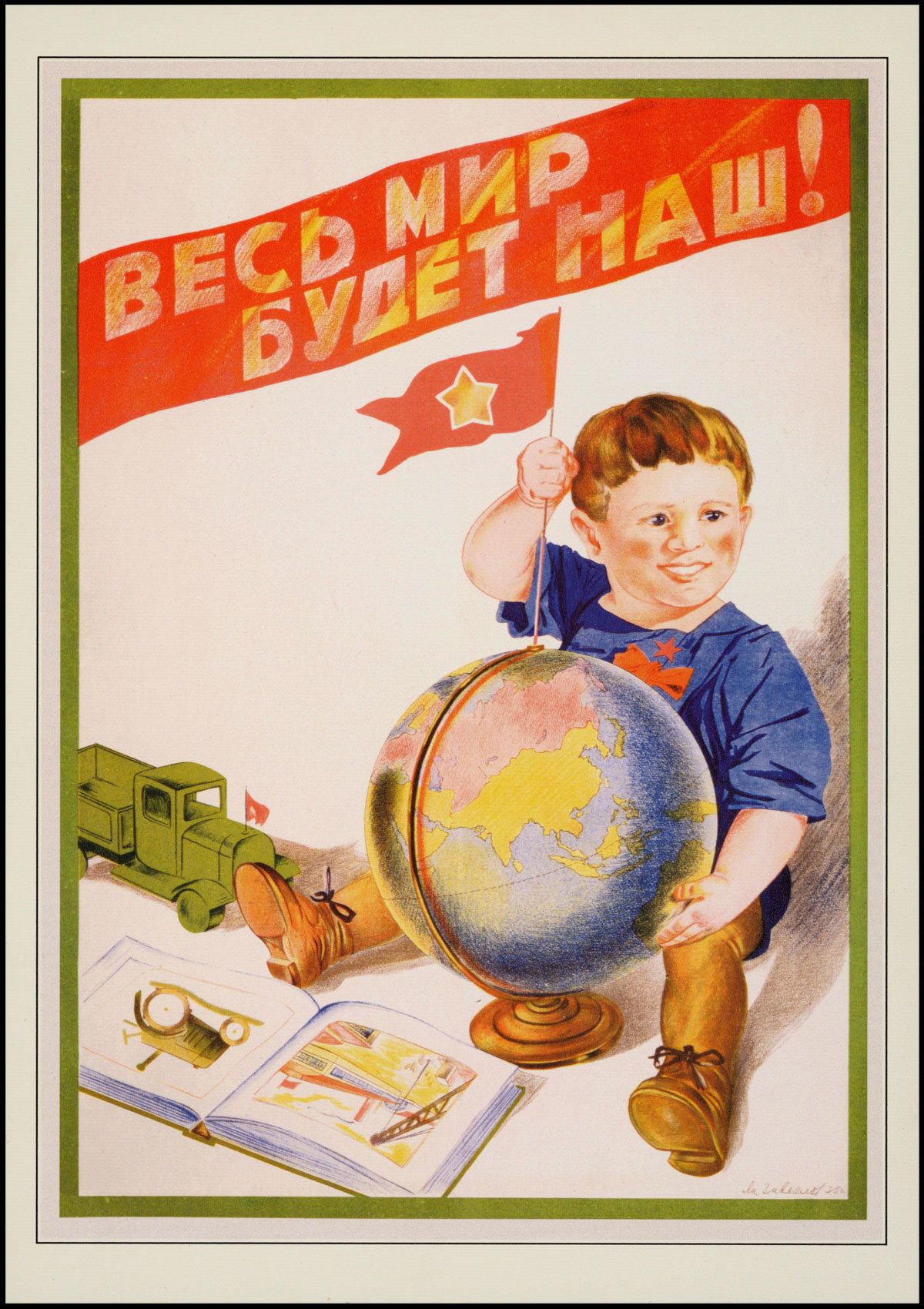
Плакат із написом «Весь світ буде наш!»

Радя́нський народ (рос. Советский народ) — катойконім; офіційна назва соціалістичних націй СРСР; уявна етнонаціональна спільність, ідеологічне кліше, що слугувало для розмежування етнічного походження та складу населення, а також політична концепція — один із результатів «братства трудівників» «країни Рад». Поняття містило насамперед новий на той час суспільно-політичний аспект, який набув нових рис — нову національну сутність так званих «соціалістичних націй», належних до «країни Рад», що підкреслювало нову історичну соціальну й інтернаціональну єдність народу, нову радянську людину.
По суті, «радянський народ» — це політична концепція, що описує інтернаціональну єдність робітничого класу, братство робітників із населення та народів попередньої Російської імперії чи «Соціалістичної родини народів» за роки соціалістичного будівництва («нова інтернаціональна спільність людей, що виникла в СРСР за роки соціалістичного будівництва»). У цій «соціалістичній родині народів» російський народ став «старшим братом». Новий тип патріотизму, радянський патріотизм, було оголошено як соціалістичне почуття і як ознаку готовності боротися за «соціалістичну вітчизну». Мовою «міжнаціонального спілкування» радянського народу офіційно вважалася російська, тому багато дослідників вважають, що поняття «радянський народ» також сприяло перманентній русифікації.
Інтернаціональна єдність робітничого класу — «братство робітників» — протиставлялося «буржуазному шовінізму» та «буржуазному космополітизму».

## Визначення
За прийнятим XXIV з'їздом КПРС ідеологічним визначенням — це…
|  | …нова історична, соціальна та інтернаціональна спільність людей, що мають єдину територію, господарство, соціалістичну за змістом культуру, союзну загальнонародну державу й загальну ціль — побудову комунізму; виникла в СРСР внаслідок соціалістичних перетворень та зближення трудящих класів і прошарків, всіх націй і народностей. |

Згідно з офіційною радянською комуністичною доктриною, радянський народ є не національною, а наднаціональною, багатонаціональною формацією, він не кінцева, а перехідна фаза розвитку міжнаціональних відносин від окремих націй до багатонаціонального комуністичного суспільства. Коли комунізм переможе у світовому масштабі і дійде до повного злиття націй, буде утворене безнаціональне суспільство.
Керівники СРСР і теоретики радянської національної політики визнавали, що творення радянського народу — це керований партією процес. У такому плані радянський народ — штучна ідеологічно-політична конструкція, нав'язана керівниками КПРС неросійським народам СРСР як інструмент у політиці поборювання їхніх прагнень до державної незалежності, ліквідації їхніх прав у галузі державної адміністрації, економіки, освіти, культури, нищення етнічної й духовно-культурної самобутності тих народів та фактичного перетворення їх на росіян.

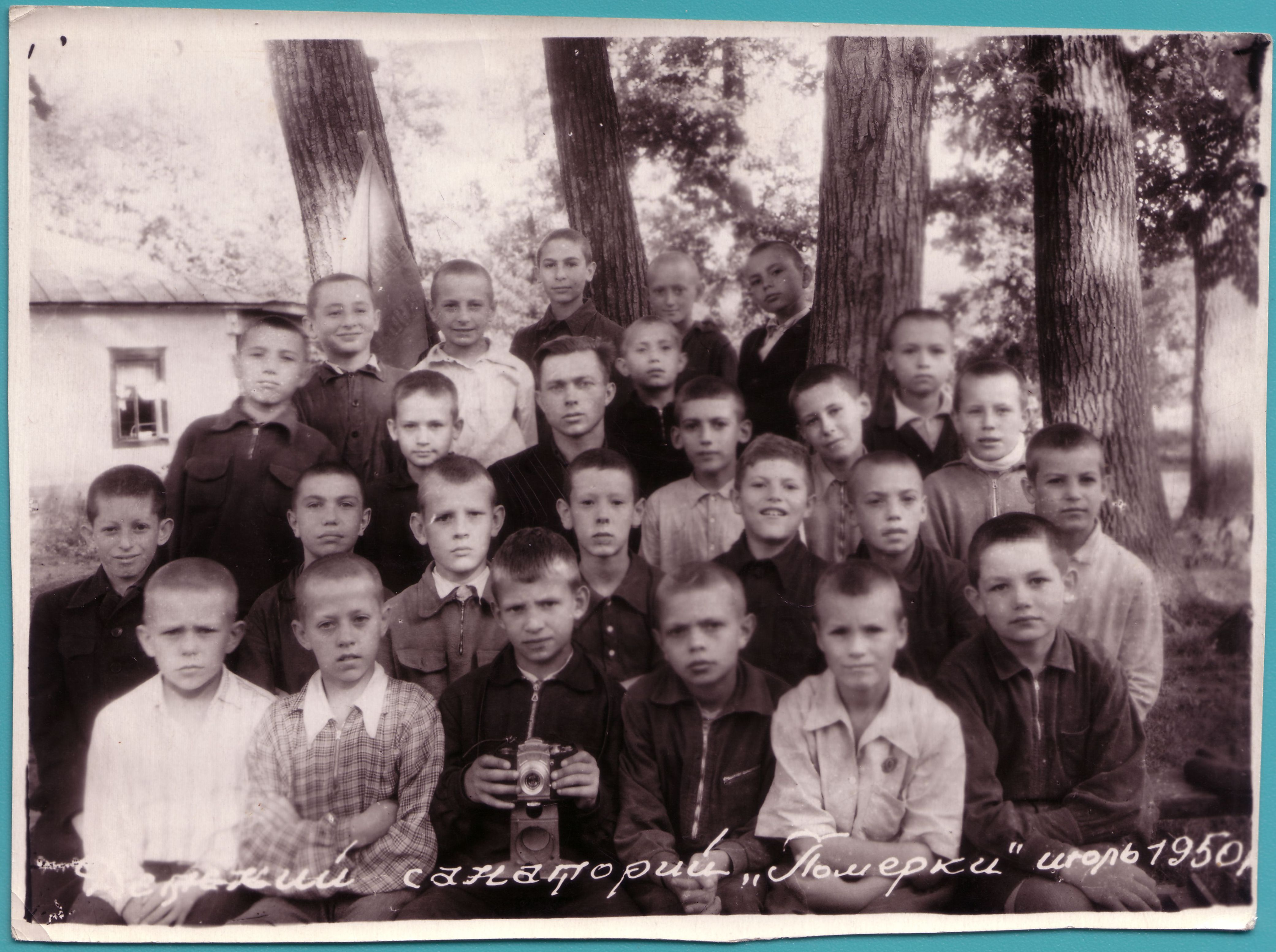
Дитячий санаторій Померки, Харків. Літо 1950. Юні представники «радянського народу».

## Історія виникнення поняття
Поняття радянський народ з'явилося в середині 1930-х pp. під час погрому неросійських народів, нищення їхньої культурної верхівки і національних партійних кадрів, тривалих кампаній проти так званого буржуазного націоналізму та припинення будь-якої боротьби проти російського великодержавного шовінізму.
Офіційне поняття радянський народ вжито вперше у резолюціях XVIII з'їзду КПРС (1939) і тоді ж увійшло до статуту КПРС. Проте спробу визначення поняття радянський народ зробив Микита Хрущов на ХХІІ з'їзді КПРС (1961): «В СРСР склалась нова історична спільнота людей різних національностей, що мають спільні характерні риси, спільну соціалістичну Батьківщину — СРСР, спільну економічну базу, соціалістичне господарство, спільну соціально-класову структуру, спільний світогляд — марксизм-ленінізм, спільну мету — побудову комунізму, багато спільних рис у духовному обличчі, у психології». Однак у схвалену тоді нову програму КПРС це визначення не увійшло. Воно з'явилося в 1970 році, у тезах ЦК КПРС із нагоди 100-річчя народження В. І. Леніна, і було повторене у промовах Леоніда Брежнєва на XXIV (1971) і XXV (1976) з'їздах КПРС.
Проте вже на XXII з'їзді (1961) дано ряд вказівок (вони є в новій програмі КПРС, схваленій на тому з'їзді), що мали закріпити існування та збільшення чисельності радянського народу: про перемішування населення шляхом обміну кадрами, багатонаціональність союзних республік і зникання значення кордонів між ними, подальше зменшення відмінностей народів СРСР, об'єднуючу силу російської мови як мови міжнаціонального порозуміння, неприпустимість національного «самообмеження», потребу творити надреспубліканські зони з органами, зверхніми над урядами союзних республік. Ще сильніший поштовх для здійснення концепції радянського народу дав XXIV з'їзд КПРС (1971).
В офіційних постановах і в суспільствознавчій компартійній літературі більш пізніх років вказано, зокрема, такі спільні риси радянського народу, як ідеологія, що об'єднує усіх громадян незалежно від національності, єдина радянська культура, зростання почуття приналежності до нової історичної спільноти, і те, що в рамках радянського народу твориться новий тип радянських людей, які також при збереженні національних особливостей мають спільні загальнорадянські риси. Підкреслено також першочерговість всесоюзних інтересів, зокрема в економіці, стосовно інтересів окремих народів СРСР (так званий єдиний народно-господарський комплекс). Така політика Комуністичної Партії Радянського Союзу викликала серйозне занепокоєння серед неросійських народів СРСР і вже на початку 1960-х pp. стала однією з причин виникнення національного руху опору.
Одночасно в СРСР робилися спроби «науково обґрунтувати» поняття радянського народу як «соціологічної категорії». Це питання стало предметом дослідження у численних працях та конференціях. У процесі дискусії виявилися розбіжності думок щодо майбутнього соціалістичних націй і взаємовідносин між ними й радянським народом, ролі російської мови в житті неросійських народів та визначення самого поняття «Радянський народ» як соціологічного феномену і того, чи він є вже новою радянською нацією, отже, початком кінця окремих націй СРСР. Частково торкаються питання радянського народу також автори «самвидавної» літератури, зокрема Іван Дзюба, який стверджує, що суть концепції радянського народу в тому, щоб «обґрунтувати й виправдати широко розгорнутий курс русифікації».
Складовим ідеологічним компонентом концепції радянського народу є «радянський патріотизм»; за офіційним визначенням — любов громадян СРСР до своєї вітчизни, відданість суспільству, державному ладу та справі комунізму.
Радянська влада мала на меті створити «нову радянську людину», яка «відчуває зв'язок із колективом, що незримо стоїть за нею. Цей колектив називається «партія», «клас» чи навіть «весь радянський народ». Тому «нова людина» виконує не власну, а неодмінно й велику, «загальну» справу. Окрім цієї «загальної справи», вона не має інших, особистих, відособлених інтересів. Загальне для неї стає особистим».

## Доля деяких народів у складі радянського народу
Незалежно від офіційних заяв і публікацій, ЦК КПРС вів послідовну політику державної, політичної, господарської та духовної інтеграції народів СРСР. Вона здійснюється шляхом стимулювання міграції, змішування населення та створення багатонаціональних робочих колективів для праці як в окремих регіонах країни СРСР, так і в адміністративних районах або конкретних житлових кварталах міст та великих населених пунктів. Зокрема при різних промислових новобудовах, на заводах та у радгоспах, де працюють робітники багатьох національностей СРСР, причому усі вони позбавлені будь-яких прав нацменшин і приречені на русифікацію й самі стають знаряддям русифікації інших неросійських народів. Одночасно на неросійську територію спрямовуються російські робітники та партійні й державні керівники. Таким чином між 1959 і 1970 роками відсоток російського населення України зріс з 16,9 % до 19,4 %, Білорусі — з 8,2 % до 10,4 %, Молдови — з 10,2 % до 11,6 %, Латвії — з 26,6 % до 29,2 %, Естонії — з 20,1 % до 24,7 %; при цьому росіяни оселялися головним чином у містах неросійських республік. Ступінь урбанізації народів, що мають свої республіки, різний: найвищий — у росіян (68 %), далі — вірмен (64.8 %), естонців (55,1 %), латишів (52,7 %), українців (48,7 %); найнижчий — у середньоазійських народів (15 — 25 %) і молдован (20.4 %). Нерівномірний також рівень урбанізації усього населення республік: за переписом 1970, найвищий він в Естонській (65 %), Російській (62 %), Вірменській (59 %) і Українській (55 %), найнижчий — у Молдовській (32 %).
На підставі наведених статистичних даних не доводиться говорити про рівний ступінь розвитку різних народів і республік СРСР, що мав би творити підставу для існування радянського народу. Він ще більш порушений, коли йдеться про стан вищої освіти і кількості наукових працівників окремих народів СРСР. Так, серед народів СРСР, що мають республіки (за винятком грузинів і вірменів), росіяни мають вищий відсоток студентів та значно вищий відсоток наукових працівників і аспірантів, ніж їхня відсоткова частка серед населення СРСР. Вищу освіту мають зокрема росіяни, що живуть у неросійських республіках і працюють там у партійному й державному апаратах; це визначає їхню панівну роль серед неросійських народів.
Дискримінація неросійських народів та привілейоване становище росіян виявляється також у тому, що у всіх неросійських республіках існують російські школи, преса, культурні установи, але таких привілеїв не мають ті народи в РРФСР. Щобільше, у російських школах неросійських республік навчаються також діти неросіян; мережа їх (навіть найнижчого ступеня) постійно зростає, а більшість університетів і технічних шкіл переведені на російську мову, що має велике значення у політиці русифікації неросіян. Поширені також у номінально неросійських школах паралельні класи з російською й місцевими мовами навчання. Меті русифікації слугують офіційно пропаґовані мішані подружжя зі значною участю росіян. (У другій половині 1960-х pp. у містах України було 26 % мішаних шлюбів; вони переважали серед українців, що мешкали у діаспорі в РРФСР).
Всупереч запевнянням діячів КПРС про вирівнювання класової структури окремих народів СРСР, що начебто зумовлює існування радянського народу як багатонаціональної, але суцільної соціально-політичної спільности людей, різниця у класовій структурі поодиноких народів СРСР надто разюча. Вона найпомітніша, якщо порівняти класову структуру корінних національностей окремих республік. Зокрема росіяни значно випереджають інші народи у відсотку робітників (особливо тих, що працюють у промисловості) і службовців, зате лише невеликий їхній відсоток становлять колгоспники.
Домінантною є роль росіян у КПРС, зокрема в центральному партійному, а також державному апаратах. Секретаріат ЦК КПРС складається винятково з росіян (1975). Вони також (поряд з грузинами) мають відсотково вищу кількість членів КПРС супроти їхнього відсотка серед населення СРСР: 61,0 % і 53,3 %; українці: 15,9 % і 16,9 %; білоруси: 3, % і 3,7 %; молдовани: 0,4 % і 1,1 % тощо.
Панівне становище росіян віддзеркалюється й у кількості друкованої літератури. З усіх книг і брошур (кількість одиниць), що були друковані в СРСР у 1973, 80,4 % припало на російську мову, періодичних видань (у тому числі й журналів, але без газет) — 85,4 %, газет — 62,3 % (за їхнім річним накладом 80,7 %). Українською мовою відповідно: 3,9 %, 2,9 %, 20,0 % (7,8 %).
Нерівність між народами СРСР посилюється й тим, що КПРС прагне до послаблення національних відмінностей неросійських народів і посилення усього, що зближує їх з Росією. Звідси постійна війна КПРС проти історії, традиції, культури, мови неросійських народів шляхом їхнього фальшування або замовчування визвольної боротьби проти царату та радянської влади, обвинувачення їх у так званому буржуазному націоналізмі (таких закидів не висувають проти росіян).
Існує також дискримінація неросійських республік у галузі капіталовкладень, вони не диспонують нагромадженими в них капіталами, що відходять у всесоюзний бюджет без участі органів влади союзних республік. Подібне відбувається в галузі економічного планування та розміщення промисловості.
Концепція радянського народу історично подібна до політичної концепції «православ'я» (неправославні звалися «інородцями») та «панславізму» всеімперської національності (громадянства) та «всеімперської культури» у колишніх Британській та Французькій імперіях.
Концепція Радянського народу, що служить ширмою для політики державної та етнічної уніфікації СРСР, розходиться з основними тенденціями суспільного й міжнаціонального розвитку в самому СРСР і поза ним. Жоден народ добровільно не зрікається своїх національних рис і не розчиняється в інших народах. Теоретики національної політики КПРС приписують погляди про ламання національного відокремлення, про зникання національних відмінностей і про злиття націй Ф. Енґельсові. Однак він говорив не про злиття та зникнення націй, а про взаємозалежність і рівність розвинених націй в умовах соціалізму.

## Правові засади
Соціально-політична складова: На відміну від, наприклад, Конституції США, де народ виступає суб'єктом державотворення,, Конституція СРСР 1977 року стверджувала, що 
Вся влада в СРСР належить народу (Гл.1, Ст.2)
, але 
Народ здійснює державну владу через Ради народних депутатів (там же)
, а також: 
Керуючою та направляючою силою радянського суспільства, ядром його політичної системи, державних та суспільних організацій є Комуністична Партія Радянського Союзу. (Гл.1, Ст.6)
Отже, радянському народу, як за часів «революційної» влади більшовиків («диктатури пролетаріату») на чолі з Володимиром Леніним, так і пізніше (епоха «зрілого соціалізму»), в Основному законі країни відводилася роль об'єкта — «трудящих мас», котрі під керівництвом суб'єкта державної та політичної влади — КПРС — повинні «будувати комунізм», де всі люди будуть жити в достатку і працювати на користь держави (народу).
Етнічна складова:
СРСР уособлює державну єдність радянського народу, згуртовує всі нації та народності в цілях спільного будівництва комунізму (Гл.8, Ст.70)
Виявлення політичної волі: Єдиний раз, коли «радянському народові» було надано власне право голосу — це передбачений Статтею 5, Гл.1 Конституції СРСР «референдум», котрий відбувся 17 березня 1991 року й торкався питання «Збереження Союзу РСР».

## Соціальна та демографічна структура
У СРСР соціальна структура сформувалася в другій половині 30-х років.[джерело?] Структуру радянського суспільства становили два класи (робітники та колгоспне селянство) й одна верства (прошарок) — інтелігенція.

## Культура
Радянські свята, гуляння та обряди.
У роки існування радянського суспільства звичай був оголошений пережитком, хоча в Радянському Союзі нав'язувалося чимало фальшивих звичаїв. Значної деформації правові уявлення, морально-етичні норми народу зазнали під час примусового розкуркулення селян, голодомору 1932–33 в Україні, репресій. Влада спонукала до відчуження батьків і дітей, що було протиприродним для народження звичаєвої культури. Скасування приватної власності відобразилося на звичаї успадкування майна та родин.
Образ «радянського способу життя», «радянської людини», формувався вмістом таких атрибутів: велике, світле, спрямоване у майбутнє, надійне, колективне, інтернаціональне, відкрите, романтичне, святкове. «Нерадянське»: буржуазне, старе, капіталістичне, загниваюче, декадентське, релігійне, божевільне, із збоченнями, злочинне, непорядне, націоналістичне, українське, міщанське, хуторянське, заощадливе. Епітети та визначення, які виникали на основі цього ідеологічного ряду, щедро роздавались у пресі, судових вироках та на партійних активах українським буржуазним націоналістам та їхнім прибічникам (наприклад, фейлетон у журналі «Перець» «Про містера Стецька та великомученицьке жабеня», підписаний якимось Василем Осадчим).
Події і герої, причетні до боротьби проти існування єдиного великого Радянського Союзу і прояви націонал-соціалізму (нацизму)[що це?] в українському народі, радянською пропагандою оголошувалися зрадниками й ворогами народу, а його недруги і вороги — борцями за його долю. Особливо інтенсивно бомбували інтелігенцію, як раніше селянство, піддавали тотальній деперсоналізації як ворожий клас (зневажливо іменований прошарком, «гнилою інтелігенцією», резервом «загниваючого Заходу»).

## Після СРСР
Розпад СРСР у 1991 на практиці довів, що ідея «радянського народу» як соціально-політичної та етнічної спільноти людей не витримала випробування часом. У СРСР не було рівності не тільки між народами, але також між окремими суспільними класами. Радянське суспільство — це по суті класове суспільство, складене, з одного боку, з привілейованої правлячої верстви («Номенклатура») та, з другого, — з безправних селян, робітників та інтелігенції. У це класове суспільство не вніс поважних змін процес урбанізації, що мав стерти відмінності між селом і містом. У такому плані фальшивою є також претензія КПРС, начебто в період існування радянської держави забезпечувалась соціально-політична рівність громадян СРСР.
В частковій правонаступниці СРСР, РФ, поняття «багатонаціональний радянський народ» замінено на «багатонаціональний народ РФ». В останні роки в російській пропаганді використовується новий термін — «російській світ», який активно намагаються поширювати на територіях колишньої Російської імперії та СРСР.